# Bruno Famin
Bruno Famin (Belfort) é um engenheiro automotivo francês que atualmente é o vice-presidente Alpine Motorsport, trabalhando na base da Renault em Viry-Chatillon, onde é responsável por todas as atividades de automobilismo do grupo Renault, exceto a Fórmula 1.

## Carreira
Famin se formou em engenharia pela École Nationale Supérieure d'Arts et Métiers. Em 1986, iniciou a sua carreira profissional em logística e transportes na África Ocidental. Depois de continuar seus estudos na École nationale supérieure du pétrole et des moteurs, ingressou na Peugeot em 1989, trabalhando para a Peugeot Talbot Sport em motores e caixas de câmbio. Ele se dedicou pessoalmente a vários projetos de veículos, tais como o 905 Spider e o 106 GRA.
Em 2005, Famin foi nomeado diretor técnico da Peugeot Sport, antes de assumir a direção da empresa, em 2012. Ele desempenhou um papel determinante no projeto 908, impondo-se nas 24 Horas de Le Mans e na vitória recorde de Sébastien Loeb, em Pikes Peak, em 2013. Famin também comandou três vitórias no Rali Dakar, entre 2016 e 2018, bem como um título no Campeonato Mundial de Rallycross, em 2015.
Em 2019, ele se tornou diretor de operações da Federação Internacional de Automobilismo (FIA). Sua principal função era gerenciar a integração de todas as funções esportivas e de apoio do órgão dirigente do esporte.
Famin ingressou na equipe de Fórmula 1 da Alpine antes do início da temporada de 2022. Com ele passando a ser responsável pelo desenvolvimento da unidade de potência, trabalhando em estreita colaboração com a equipe de Enstone para otimizar seu desempenho dentro do pacote do chassi.
Em 10 de julho de 2023, a Alpine anunciou uma mudança em sua gestão, com Famin também assumindo a função no recém-criado cargo de vice-presidente da Alpine Motorsport e membro do Conselho de Administração da Alpine. Como Famin era o responsável pelo desenvolvimento da unidade de potência da equipe francesa, sendo o papel de vice-presidente um complemento ao trabalho desempenhado no time.
Durante o fim de semana do Grande Prêmio da Bélgica de 2023, em 28 de julho de 2023, a Alpine anunciou a saída de Otmar Szafnauer da equipe e, que Famin o substituíra interinamente no cargo de chefe de equipe. Em outubro de 2023, Eric Meignan substituiu Famin no no cargo de diretor técnico de unidade de potência.
Em 26 de julho de 2024, a Alpine anunciou que Famin deixaria o cargo de chefe da equipe no final de agosto. Com Oliver Oakes substituindo Famin, que voltou a trabalhar na base da Renault em Viry-Chatillon, ficando responsável por todas as outras atividades de automobilismo do grupo Renault.